# The Cleansing Undertones of Wake/Lift
The Cleansing Undertones of Wake/Lift es el EP que acompaña al álbum de larga duración Wake/Lift de la banda de post-metal Rosetta. El álbum salió al mercado a través de la discográfica Translation Loss en 2007. Es una compilación de distintos samples compilados por Michael Armine, pero no se hizo para ser reproducido a la vez que Wake/Lift. Contiene varias muestras de ruido recopilados por Michael Armine pero no está pensado para que se sincronice con Wake / Lift.

## Listado de canciones
| N.º | Título       | Duración |  |
| 1.  | «Untitled 1» | 11:32    |  |
| 2.  | «Untitled 2» | 9:27     |  |
| 3.  | «Untitled 3» | 10:34    |  |
| 4.  | «Untitled 4» | 10:06    |  |

## Miembros
Producción
- Voz, letras de canciones, samples y efectos por Mike Armine

Diseño artístico
- Dirección artística por Jessie Yanniell
- Diseño de las portadas por Adam Wentworth